# Just Can't Get Enough
„Just Can't Get Enough” este al treilea single lansat de formația Depeche Mode în Regatul Unit. A fost lansat în septembrie 1981, și este de asemenea primul single al trupei lansat și în Statele Unite, la data de 18 februarie 1982. A fost înregistrat în vara anului 1981.
A fost ultimul single al trupei Depeche Mode compus de Vince Clarke, membru fondator care avea să părăsească trupa în decembrie 1981. Cântecul este inclus pe albumul Speak and Spell care a fost lansat la o lună după apariția acestui single.
Varianta lansată pe single este identică cu cea apărută și pe versiunea originală a albumului Speak and Spell, apărută în Regatul Unit. Varianta 12", intitulată și „Schizo Mix” reprezintă versiunea extinsă a cântecului, având un intro diferit și sunete noi introduse după fiecare refren. Această versiune a apărut pe varianta pentru Statele Unite a albumului Speak and Spell, și pe variantele remasterizate ale albumelor Speak and Spell, The Singles 81→85 și Remixes 81 - 04 apărute în Regatul Unit.
Fața B a single-ului, „Any Second Now” este prima melodie instrumentală a trupei Depeche Mode disponibilă comercial. O versiune cu versuri, (primul text compus pentru Depeche Mode de Martin Gore) a apărut pe albumul „Any Second Now (Voices)”. Există și o versiune extinsă, supranumită „Altered Mix”. În Statele Unite, fața B a single-ului a fost melodia „Tora! Tora! Tora!”. 
Single-ul a urcat până pe locul opt în clasamentul din Regatul Unit și pe locul 26 în clasamentul Hot Dance din Statele Unite. Erau cele mai bune clasări în ambele ierarhii pentru Depeche Mode. De asemenea, Just Can't Get Enough a devenit primul (și cel mai mare) hit al trupei în Australia, unde a ajuns până pe locul patru.
Just Can't Get Enough a fost primul cântec Depeche Mode care a beneficiat de un videoclip. A fost și singurul videoclip Depeche Mode în care a apărut Vince Clarke. Clipul a fost regizat de Clive Richardson.
Melodia este deseori folosită de clubul de fotbal Celtic, pe arena Celtic Park, atunci când se înscrie un gol, iar partea instrumentală face parte din repertoriul fanilor echipei scoțiene.

## Apariții în filme și programe TV
Just Can't Get Enough a apărut în filmul Summer Lovers, lansat în anul 1982, și în filmul The Wedding Singer din 1998.
De asemenea, cântecul a fost folosit într-un spot publicitar al companiei Gap, regizat de Pedro Romhanyi și intitulat „Everybody in Leather”. Spotul a fost lansat la data de 12 septembrie 1999. Cântecul este interpretat de mai mulți tineri, iar mixajul este realizat de Dust Brothers.. La data de 7 octombrie 1999, în cadrul emisiunii The Tonight Show with Jay Leno a fost realizată o parodie după acestă reclamă, în care mai mulți bătrâni interpretau un cântec într-o reclamă pentru Viagra.

## Coveruri
În 1997, DJ-ii Charly Lownoise și Mental Theo au lansat un cover al melodiei.
În 2004, trupa franceză Nouvelle Vague a lansat o versiune a melodiei interpretată în stilul jazz / bossa-nova. Cântecul a apărut și pe albumul Nouvelle Vague al trupei. Japoneza Anna Tsuchiya a lansat versiunea proprie în 2007, mixând piesa pe ritmuri de rock. În 2008, Mika a interpretat o versiune a acestui cântec într-un concert susținut la Paris.
În martie 2009, un cover al melodiei a fost lansat de trupa The Saturdays și a ajuns pe locul doi în clasamentul UK.

## Lista de melodii
7": Mute/7Mute16 (UK)
1. "Just Can't Get Enough" – 3:41
2. "Any Second Now" – 3:06

12": Mute/12Mute16 (UK)
1. "Just Can't Get Enough (Schizo Mix)" – 6:43
2. "Any Second Now (Altered)" – 5:41

CD: Mute/CDMute16 (UK)1
1. "Just Can't Get Enough" – 3:45
2. "Any Second Now" – 3:09
3. "Just Can't Get Enough (Schizo Mix)" – 6:48
4. "Any Second Now (Altered)" – 5:42

7": Sire/SRE50029 (US)
1. "Just Can't Get Enough" – 3:41
2. "Tora! Tora! Tora!" – 4:23

Note
- 1:CD lansat în 1991.
- Toate cântecele au fost compuse de Vince Clarke  cu excepția cântecului Tora! Tora! Tora!, compus de Martin Gore.

## Performanțele din clasamente
| Clasamentul (1981/2) | Poziția maximă |
| -------------------- | -------------- |
| Suedia               | 14             |
| Irlanda              | 16             |
| Noua Zeelandă        | 29             |
| Australia            | 4              |
| US Dance             | 26             |
| UK                   | 8              |